# Palácio dos Reis de Navarra
O Palácio dos Reis de Navarra (em castelhano: Palacio de los Reyes de Navarra) é um antigo palácio dos reis de Navarra situado na cidade de Pamplona, Espanha. Atualmente é o Arquivo Geral de Navarra (Archivo General de Navarra, antigamente designado Archivo Real y General de Navarra).
O edifício serviu como palácio real e episcopal entre o séculos XII e o início do século XVI, quando o reino navarro foi anexado por Castela (ver Conquista de Navarra). O palácio passou então a ser a residência dos vice-reis; posteriormente foi a sede da Capitania-Geral, depois do Governo Militar até 1971, após o que esteve ao abandono até ser restaurado para instalar o Arquivo Geral de Navarra. As obras de renovação, da autoria do arquiteto navarro Rafael Moneo, foram terminadas em 2003.

## Denominações e funções
O palácio teve vários nomes ao longo da sua história:
- Entre 1189 e 1841 foi chamado de Palácio Real de São Pedro, Palácio Real e Episcopal de São Pedro ou simplesmente Palácio Real. A denominação de São Pedro deve-se à igreja que existia nas proximidades, onde atualmente se encontra a Igreja de São Firmino de Aldapa.
- Entre 1841 e 1872 chamou-se Palácio da Capitania Geral.
- Entre 1876 e 1971 foi o Governo Militar.
- Entre 1971 e 1979 o edifício esteve abandonado, primeiro na posse do Exército Espanhol, tendo depois passado para a posse do Ayuntamiento de Pamplona e do Governo de Navarra.

- Desde 2003 que é o Arquivo Geral de Navarra.

## História
O rei Afonso I de Aragão e Navarra, o Batalhador, proibiu a construção no alto onde se encontra o palácio, a fim de proteger o burgo de San Cernin, situado abaixo, separado por um barranco. Sancho VI, o Sábio, revogou a proibição, negociando com o bispo, que era o dono de todos os terrenos da cidade, um espaço para a construção de um palácio real. Esse palácio seria hipotecado em 1189 por Sancho VI ao bispo, o que daria lugar a muitos conflitos jurídicos que acabaram por culminar no uso do edifício simultaneamente como palácio real e episcopal.

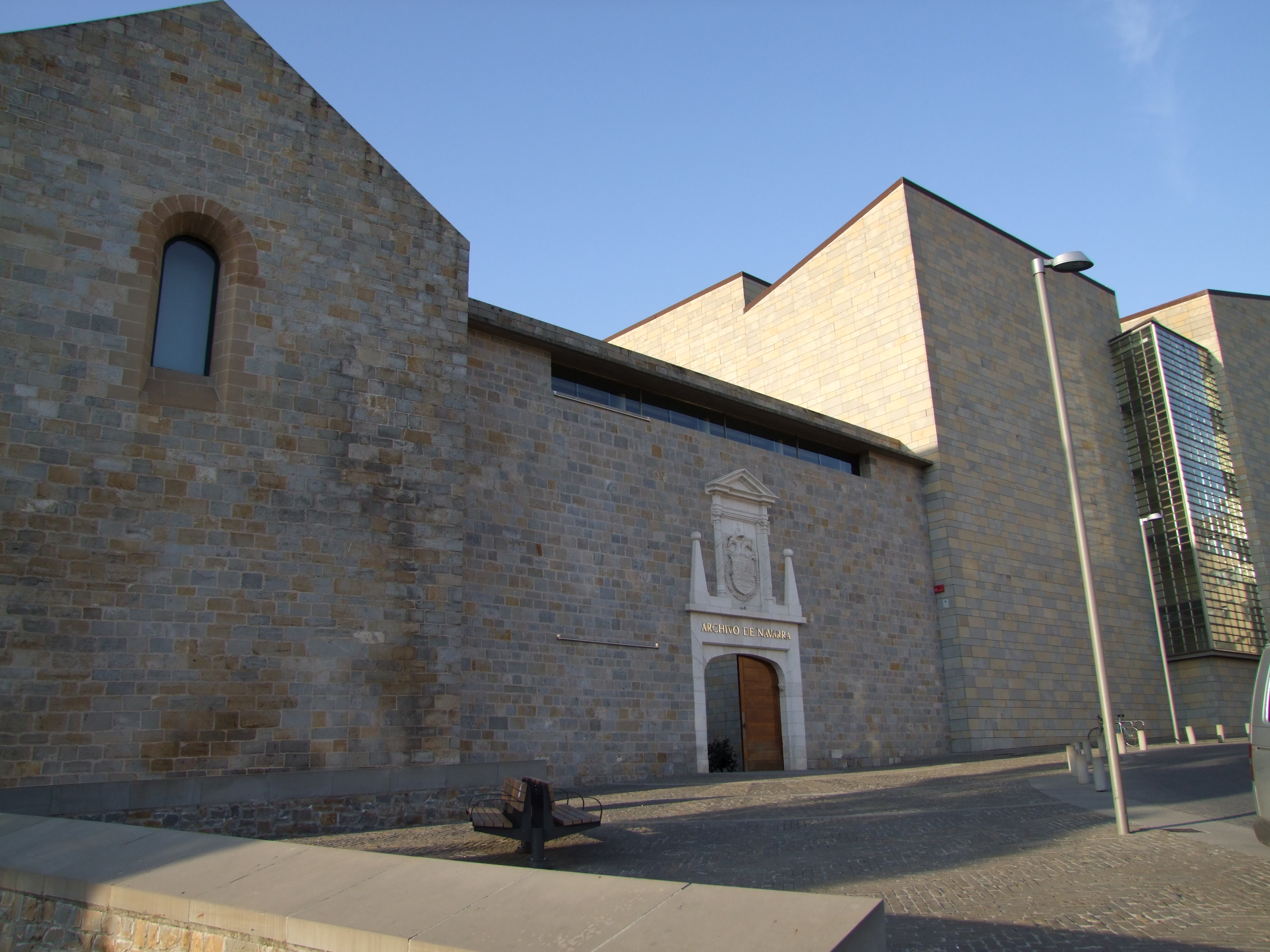
Fachada principal (sudeste)

Quando Teobaldo I (1201-1253) chegou a Pamplona para ocupar o trono, encontrou o palácio ocupado pelo bispo Pedro Ruiz de Piedrola e teve que alojar-se nos "palácios velhos", junto à capela de Jesus Cristo, ao lado do claustro da catedral. Isto gerou ensão entre os dois poderes, que lutaram pela posse do palácio. Teobaldo acusou o bispo Pedro Jiménez de Gazólaz de traidor e este, por sua vez, excomungou o rei e refugiou-se em Navardún, no Reino de Aragão, durante três anos, para evitar represálias. O monarca teve que solicitar a Roma o levantamento da excomunhão. O bispo Gazólaz restituiu o palácio a Teobaldo, mas o Papa Alexandre VI anulou essa restituição, o prolongou conflito.
Em 1276, durante a Guerra da Navarrería, a guerra dos burgos de Pamplona, o palácio sofreu danos consideráveis, pois os habitantes do burgo da Navarrería usaram o pátio para instalar catapultas com que atacaram o burgo de San Cernin.
O Papa Martinho V ordenou que o Palácio Real de São Pedro fosse entregue a Branca I de Navarra (1385-1441), que seria ocupado pelos reis navarros até à conquista espanhola, ocorrida em 1512. Depois da invasão espanhola, o bispo castelhano de Pamplona Bernardo Sandoval y Rojas (1546-1618) moveu um processo judicial contra a coroa espanhola para ficar com a posse do palácio, mas fracassou no seu intento.

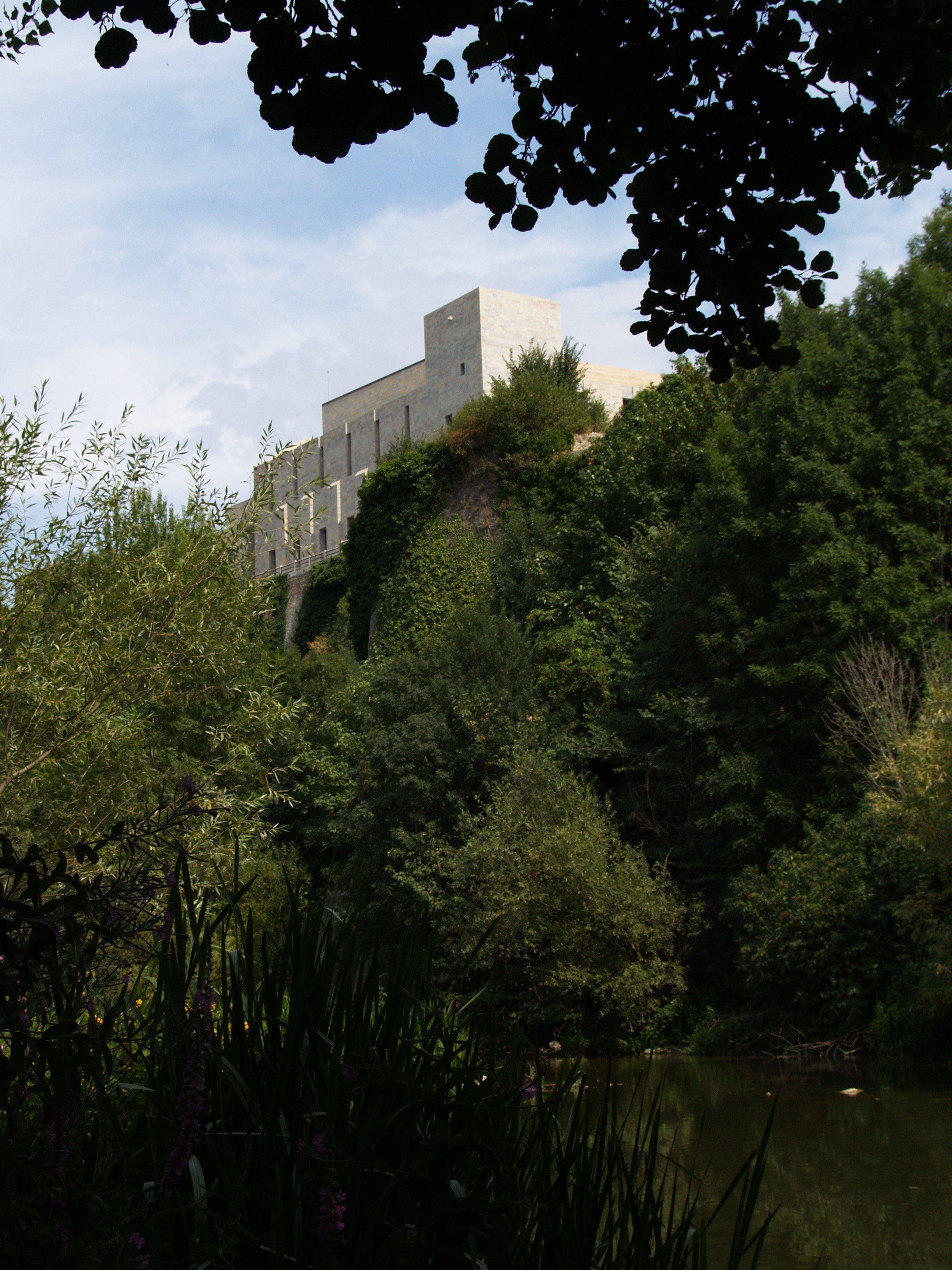
Vista da parte norte e oeste do palácio desde a margem do rio Arga

O palácio passou a ser a residência dos vice-reis espanhóis, supõe-se que desde 1539. Aí se hospedavam também os reis de Espanha quando visitavam a cidade, como aconteceu com Filipe II em 1592. Algumas fontes referem que durante essa estadia Filipe II mandou retirar o brasão episcopal da entrada, substituindo-o pelo brasão real que estava no castelo velho, o mesmo que se mantem até hoje. Filipe II esteve no palácio em 1706 e José Bonaparte pernoitou nele durante a sua retirada para França em 1813.
Emilio Mola, um dos líderes do golpe militar contra a Segunda República Espanhola de julho de 1936 que deu origem à Guerra Civil Espanhola, esteve hospedado no palácio a partir de fevereiro de 1936, quando foi nomeado governador militar de Pamplona pelo governo republicano.
O edifício foi declarado Monumento Histórico Artístico de carácter provincial em 1976, quando se encontrava abandonado há cinco anos. Enquanto se realizavam estudos para projetar a sua recuperação, o palácio sofreu vários incêndios provocados por incendiários. Os incêndios iniciaram-se em maio de 1978 e até 1983 a sua frequência era quase mensal. Em outubro de 1983 os bombeiros foram chamados 12 vezes ao local em quinze dias.
O Governo de Navarra encomendou um anteprojeto de reabilitação aos arquitetos Manuel Iñiguez e Alberto Uztarroz, o qual foi entregue em 1987. Segundo esse documento, o edifício seria integralmente mantido e albergaria o Museu da História de Navarra. Posteriormente, em 1993, decidiu-se transformá-lo no Arquivo Histórico de Navarra, tendo sido encomendado ao arquiteto navarro Rafael Moneo um projeto definitivo. As obras foram iniciadas em 1994, tendo sido demolida uma parte do edifício, o que não estava no anteprojeto inicial. Foi também construída uma torre anexa onde está alojado o arquivo.

## Arquitetura

### Românico
É provável que o palácio tenha sido erigido cerca de 1189, embora alguns autores mencionem datas anteriores. Os restos mais antigos, uma sala ampla com 26,8 x 7,1 metros, encontram-se parcialmente soterrados. É a única divisão histórica que foi mantida após a remodelação. Sem necessidade de apoiar-se em mísulas, a cobertura é de cruzaria simples. A parede norte apresenta seis janelas estreitas com arcos de volta inteira. A parede tem amplos contrafortes prismáticos que ocupam dois terços da altura total, terminando em talude. A parede ocidental, que dá para as hortas, tem três corpos de vãos com arcos adintelados distribuídos anarquicamente ao longo da parede e cachorros na união com o telhado.
As salas da ala ocidental, onde eram os aposentos reais, que conservavam no rés-de-chão um salão com "caixotões" com decoração de folhas de carvalho dos finais do século XVI, que se deterioraram consideravelmente nos últimos anos, foram eliminadas durante a remodelação.

### GóticoeRenascimento
Durante estes períodos foram realizadas diversas ampliações do canto nordeste e foi reconstruída uma torre, mais larga que as outras, com vistas para Santo Domingo. É possível distinguir o resultado de diversas obras de melhoramento.
O piso inferior tinha um pátio quadrado com aproximadamente 20 metros de lado, suportado em dois dos seus lados por pilares de seis metros com madeira lavrada com motivos animais no topo. Há também uma galeria fechada superior do século XV. No centro encontrava-se um algibe (tanque de água de água potável). A madeira, a galeria e o algibe foram removidos durante a remodelação. Outro dos elementos eliminados foi uma escada nobre com arcos góticos do século XIV.

### NeoclássicoeBarroco

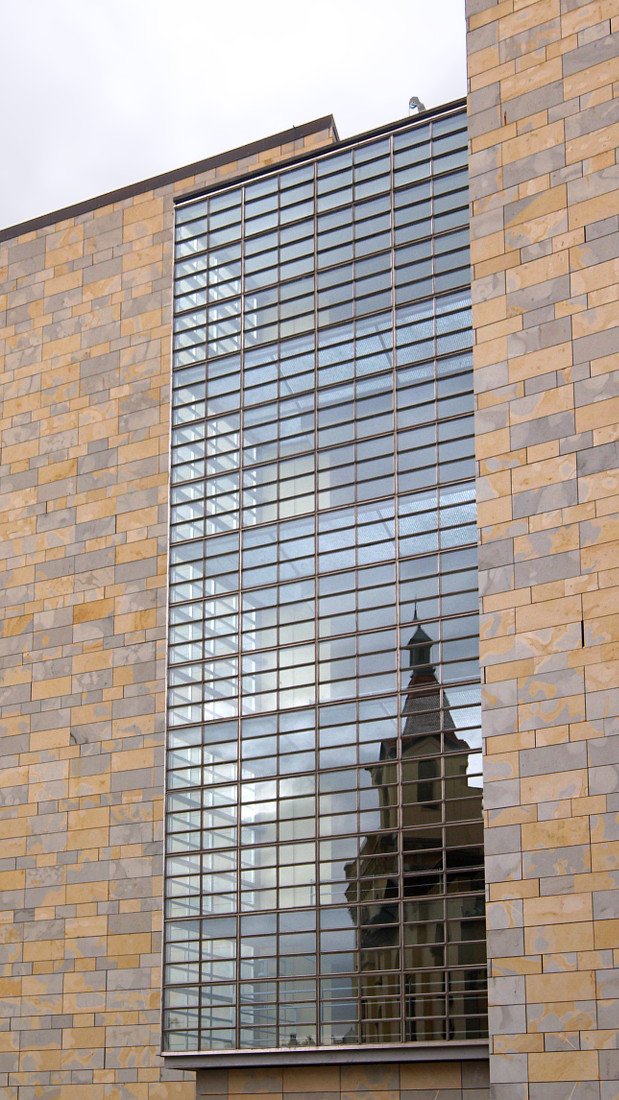
Fachada sudeste, com rfelexo da igreja de San Fermín de Aldapa

O brasão de Navarra que estava na entrada foi substituído pelo dos Áustria a aquando da visita de Filipe II em 1592 e assim se conserva até hoje. As torres medievais existiram até meados do século XVII, a crer na aguarela do palácio que Pierre Boller pintou nessa época.
Um incêndio no moinho de pólvora ocorrido em 1733 parece ter tido grande repercussão no palácio. Nos séculos XVII e XVIII o perfil do edifício foi modificado significativamente, elevando as paredes, demolindo as torres e construindo a ala oriental para instalar uma fundição de canhões.

### Última remodelação
Terminada em 2003, a última remodelação do palácio foi da autoria de Rafael Moneo. Foi construído um novo edifício, mantendo a solidez das paredes, com uma imagem herdada da sua história. As faces norte e oeste dão a imagem de um castelo. A pedra é a solução material e uma das chaves do trabalho de composição. Tanto as partes reabilitadas como as novas foram construídas com pedra. Nas faces norte e oeste, entendeu-se que era impossível o restauro das paredes, muito deterioradas, pelo que se optou por protegê-las com silhar, que reveste o mais antigo e também as coberturas e preenchendo alguns espaços ocos. Esta técnica de revestimento conserva os restos das construções originais para as futuras gerações.
A parte nova centra-se em volta do arquivo, que se distribui por uma série de salas, três por piso e ligadas por rampas de quatro partes que rodeiam um pátio coroado por uma claraboia. Por fora tem o aspeto de uma torre de menagem, feita em betão e forrada com a mesma pedra usada nas restantes partes, mas com um silhar diferente, para indicar a atualidade da intervenção.
As partes antigas e novas encontram-se naturalmente no pátio, produzindo um espaço quase intemporal, ao mesmo tempo contemporâneo e "histórico". No exterior, as paredes foram restauradas, elevando-se algumas delas com embelezamento de portadas e cercas, cuidando-se da redefinição das ruas circundantes.